# Fabrice Dalis
Pour les articles homonymes, voir Dalis.
Fabrice Dalis est un chanteur lyrique français né en 1967, ténor de caractère, ayant débuté et développé sa carrière en Allemagne.

## Biographie
Fabrice Dalis découvre la musique dans son enfance chez les Petits chanteurs de Sainte-Croix de Neuilly, sous la direction de François Polgar.
Après des études au Conservatoire national supérieur de musique et de danse de Paris, il entre au Centre de formation lyrique de l'Opéra de Paris puis à l'Operastudio de l'opéra de Düsseldorf.
Il est ensuite engagé dans la troupe de l'Opéra de Fribourg-en-Brisgau, de l'Opéra national de Lyon et de Gelsenkirchen. 
Après avoir chanté le répertoire lyrique (Mozart, Gounod, Massenet), il se fait surtout connaître pour ses interprétations de la musique du XXe siècle à nos jours (Berg, Prokofiev, Britten, Bruno Mantovani) ainsi que des rôles de caractère (La Sorcière dans Hänsel et Gretel, Loge dans Das Rheingold, Mime dans Siegfried, Le Prince dans l'Amour des trois oranges, Albert Herring).
Il est engagé au Staatsoper de Berlin, à l'Opéra de Paris, à l’Opéra national du Rhin de Strasbourg, au Théâtre du Châtelet, à l’Opéra national de Lyon, au Théâtre national de l'Opéra-Comique, au Grand Théâtre de Genève, à l’Aalto-Theater à Essen, au Megaron d’Athènes, dans les Opéras de Bonn, de Cologne, de Bern, de Toulon, Helsinki, Rome, Reggio Emilia, Parma, Modena, Bari, Bologne…
Il chante également en concert avec l'Orchestre philharmonique de la Radio Bavaroise à Munich, l’Orchestre de Paris, l'Orchestre Philharmonique de Radio France, l'Orchestra Sinfonica Nazionale della RAI, l'Orchestre de la Radio de Francfort, l’Orchestre national de Lyon, l’Orchestra dell‘ Opera di Parma, l'Orchestre de la Beethovenhalle de Bonn, l’Orchestre Philharmonique de Brème, l'Orchestre Philharmonique de Tampere, l’Orchestre Philharmonique de Nice, l’Orchestre National de la Radio de Varsovie, l’Orchestre national de Lille, le Latvian National Symphonie Orchestra, la Süwestdeutsche Philharmonie, L’Orchestre Régional de Provence Alpes Côte d’Azur, le Megaron Chamber Orchestra d’Athènes, la Cité de la musique à Paris, le Musée d’Orsay à Paris, le Festival Beethoven de Varsovie, le Festival Berlioz de La Côte-Saint-André, le Smetana Festival ou le Rheingau Musik Festival des œuvres de Carl Orff, Honegger, Stravinsky, Franck Martin, Britten, Cavanna, Beethoven, Schubert, Mahler, Dvořák, Berlioz, Tansman ainsi que de nombreuses œuvres contemporaines.
Il chante sous la direction de chefs d'orchestre tels que Kent Nagano, Armin Jordan, Michael Gielen, Marcello Viotti, Christoph Eschenbach, Friedemann Layer, Ulf Schirmer, Pascal Rophé, Marc Minkowski, Lawrence Foster, Jun Märkl, Marco Guidarini, Stefan Soltesz, Hugh Wolff, Daniel Klajner, David Robertson, Jean-Claude Casadesus, Peter Schreier, Bernhard Kontarsky, Roman Kofman, Louis Langrée, Luca Pfaff, Daniel Kawka et travaille avec des metteurs en scène comme Robert Carsen, Peter Mussbach, Nicolas Brieger, Werner Schroeter, Daniele Abbado, Jérôme Savary, Laurent Pelly, Dale Duesing, Johannes Erath, Andreas Baesler, Emmanuel Demarcy-Motta, Immo Karaman.
Il enseigne le chant à Berlin et Paris et est conseiller artistique de l'Opéra de Bern.